# Canton de Chazelles-sur-Lyon
Le canton de Chazelles-sur-Lyon est une ancienne division administrative française située dans le département de la Loire et la région Rhône-Alpes.
lien Internet : 

## Géographie
Ce canton était organisé autour de Chazelles-sur-Lyon dans l'arrondissement de Montbrison. Son altitude variait de 387 m (Saint-Médard-en-Forez) à 885 m (Grammond) pour une altitude moyenne de 614 m.

## Histoire
Le canton résultait de la division, en 1925, du canton de Saint-Galmier, qui comprenait alors vingt et une communes (11 + 10). Il a été créé par la loi du 17 juillet 1925.

## Représentation

### Conseillers généraux de 1925 à 2015
| Période | Période      | Identité                      | Étiquette       | Qualité                                                                                                |
| ------- | ------------ | ----------------------------- | --------------- | --- |
| 1925    | 1931 (décès) | Alphonse Thiollière           | Union nationale | Officier, maire de Saint-Médard                                                                        |
| 1932    | 1940         | Max Fléchet                   | URD             | Industriel à Chazelles-sur-Lyon, conseiller d'arrondissement Nommé conseiller départemental en 1943    |
|         |              |                               |                 | |
| 1945    | 1967         | Max Fléchet                   | DVD-CNI         | Industriel Maire de Chazelles-sur-Lyon Sénateur (1948-1965) Secrétaire d'État (1959-1960)              |
| 1967    | 1985         | Armand Bazin (1910-1989)      | Rad. puis DVG   | Maire de Chazelles-sur-Lyon                                                                            |
| 1985    | 1992         | Gérard Seux                   | RPR             | Maire de Chazelles-sur-Lyon                                                                            |
| 1992    | 2004         | Maurice Desfarges (1939-2017) | UDF-PR          | Maire de Grammond (1989-?)                                                                             |
| 2004    | 2011         | Jean-Paul Seux                | DVG             | Maire de Saint-Médard-en-Forez (1983-2008) Président de la Communauté de communes de Forez-en-Lyonnais |
| 2011    | 2015         | Jean-Paul Blanchard           | SE              | Gestionnaire de patrimoine Conseiller municipal de Chazelles-sur-Lyon                                  |

### Conseillers d'arrondissement (de 1925 à 1940)
| Période                                  | Période | Identité         | Étiquette | Qualité |
| ---------------------------------------- | ------- | ---------------- | --------- | --- |
| 1925                                     | 1931    | Max Fléchet      | URD       | Industriel à Chazelles-sur-Lyon                                                                             |
| 1931                                     | 1940    | Hippolyte Bourne | Droite    | Président du Conseil d'arrondissement, conseiller municipal de Chazelles-sur-Lyon                           |
| 1940                                     |         |                  |           | Les conseils d'arrondissement ont été suspendus par la loi du 12 octobre 1940 et n'ont jamais été réactivés |
| Les données manquantes sont à compléter. |         |                  |           | |

## Composition
Le canton de Chazelles-sur-Lyon groupait dix communes et comptait 9 440 habitants (recensement de 1999 sans doubles comptes).
| Communes              | Population (2012) | Code postal | Code Insee |
| --------------------- | ----------------- | ----------- | ---------- |
| Châtelus              | 108               | 42140       | 42055      |
| Chazelles-sur-Lyon    | 4 801             | 42140       | 42059      |
| Chevrières            | 845               | 42140       | 42062      |
| La Gimond             | 217               | 42140       | 42100      |
| Grammond              | 751               | 42140       | 42102      |
| Maringes              | 566               | 42140       | 42138      |
| Saint-Denis-sur-Coise | 548               | 42140       | 42216      |
| Saint-Médard-en-Forez | 806               | 42330       | 42264      |
| Viricelles            | 333               | 42140       | 42335      |
| Virigneux             | 465               | 42140       | 42336      |

## Démographie
| 1962  | 1968  | 1975  | 1982  | 1990  | 1999  | 2006   | 2011   | 2012   |
| ----- | ----- | ----- | ----- | ----- | ----- | ------ | ------ | ------ |
| 9 694 | 9 247 | 8 858 | 8 735 | 8 872 | 9 440 | 10 113 | 10 729 | 10 859 |